# Odeon (Gebäude)

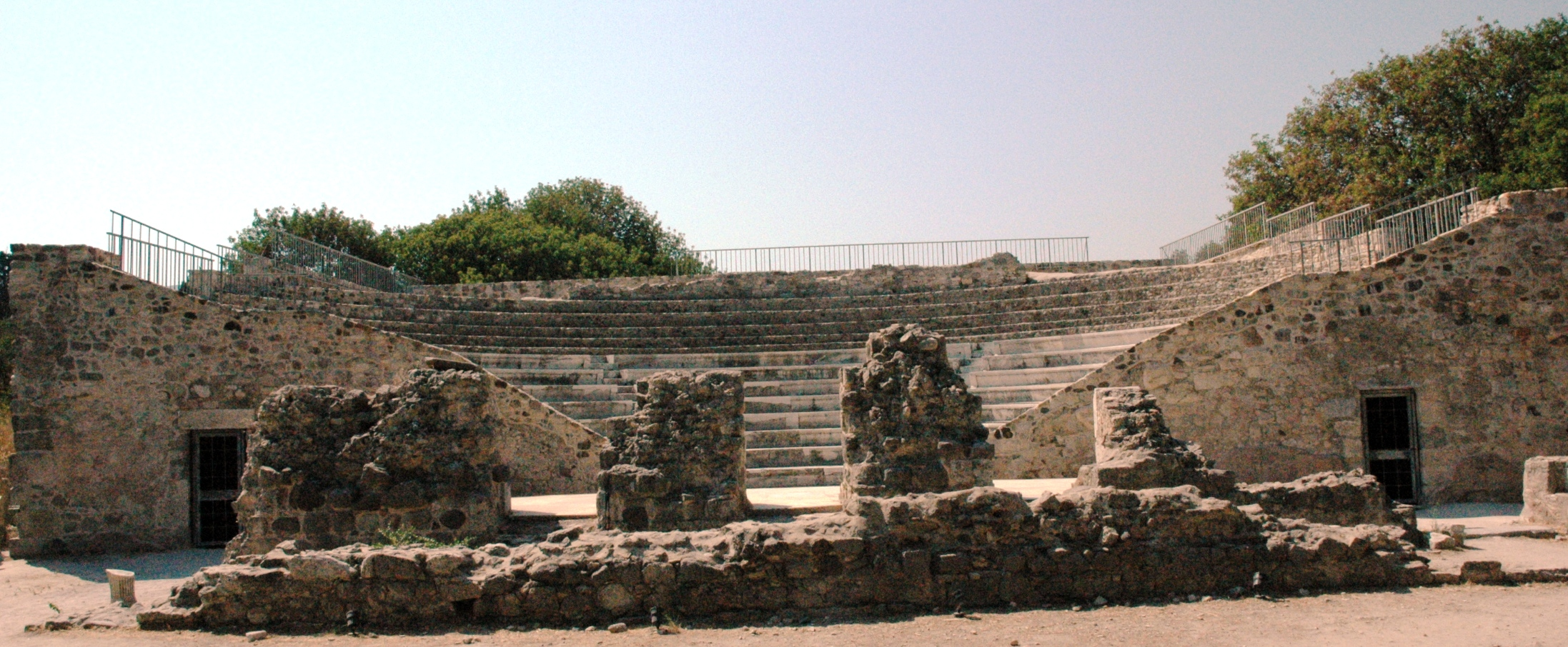
Odeon auf Kos

Odeon des Herodes Atticus

Das Odeon (lateinisch odeum, altgriechisch ᾠδεῖον), auch Odeion, war in der Antike ein Gebäude, das für Aufführungen und Wettkämpfe in Gesang und Instrumentalmusik sowie für Rezitationsvorträge und Ratsversammlungen genutzt wurde.
Meist war es von halbkreisförmigem Grundriss und unterschied sich vom Theater dadurch, dass es überdacht war.

## Antike
Das älteste bekannte Gebäude dieser Art war die von Theodoros von Samos, einem in antiken Quellen von Herodot bis Plinius vielfach genannten Architekten, Erfinder und Künstler, der bald nach der Mitte des 6. Jahrhunderts v. Chr. seine Blüte erlebte, an der Agora von Sparta erbaute Skias. In Athen ließ Perikles um 447 v. Chr. ein Odeon am südöstlichen Abhang der Akropolis errichten, das 86 v. Chr. abgerissen, aber bald wieder aufgebaut wurde. Ein zweites Odeon am Markt erhielt Athen wohl durch Marcus Vipsanius Agrippa, ein drittes durch Herodes Atticus am Südwestabhang der Burg (siehe Odeon des Herodes Atticus).
Daneben sind solche Bauwerke auch in Ephesos, Korinth, Patras und anderen griechischen Städten bekannt.
In Rom baute man das Odeum des Domitian während der Kaiserzeit unter Domitian (an der Stelle des heutigen Palazzo Massimo alle Colonne). Auch in römischen Provinzen, wie beispielsweise in Hippos in Palaestina, existierten solche Bauwerke.

## Neuzeit
In der Neuzeit bezeichnete man mit Odeon größere, der Musik, dem Theater und dem Tanz gewidmete Bauwerke, so z. B. das Odeon in München, das Odeon in Wien (2. Bezirk) oder das Théâtre National de l’Odéon in Paris.
Der Name ging dann über auf die frühen Vorführungssäle für kinematographische Filme, siehe dazu Nickelodeon.